# Pagode carrée de Baisikou
La  pagode carrée de Baisikou (chinois : 拜寺沟方塔 ; pinyin : bàisìkǒu fāngtǎ) était une pagode en brique située dans une vallée isolée des monts Helan à une dizaine de kilomètres des pagodes jumelles de Baisikou dans la région autonome du Ningxia en Chine. Son étude archéologique a révélé qu'elle avait été construite en 1075, pendant la période du royaume tangoute des Xia occidentaux (1036-1227), qu'elle comportait 13 étages et qu'elle était bordée à l'ouest par un temple bouddhiste aux tuiles vernies en bleu et en vert. L'existence de ce temple se reflète aussi dans le nom Baisikou qui signifie « Vallée du temple de la prosternation ».  Elle a été détruite illégalement par une explosion en 1990 et l'étude archéologique des ruines a permis de découvrir un grand nombre d'objets d'origine Tangoute et de reliques bouddhistes, notamment des livres et des manuscrits écrits en langue et en écriture tangoute. 

## Étude des ruines de la Pagode
Le 28 novembre 1990, un paysan vivant dans la région a découvert que la pagode s'était soudainement effondrée. La police du Ningxia a alors ouvert une enquête et découvert que la pagode avait été dynamitée par des criminels inconnus, apparemment dans l'intention de voler les reliques historiques qu'elle contenait. La pagode n'était plus qu'un tas de décombres, et seul un fragment de l'angle nord-ouest du bâtiment était resté intact.
l'archéologue Niu Dasheng (chinois : 牛達生) (né en 1933) du musée de Ningxia (en)), a pensé qu'il pouvait rester des vestiges culturels dans la pagode, ou même une chambre souterraine comme celle trouvée au temple Famen après le semi-effondrement de sa pagode en 1981. Il a donc organisé une expédition afin de mener des fouilles archéologique sur le site et de dégager les décombres. Outre les archéologues, son équipe comprenait deux policiers chargés d'enquêter sur le crime, ainsi qu'une vingtaine de soldats d'une unité de l'Armée populaire de libération qui devaient aider les scientifiques à déplacer les décombres. En août 1991, après avoir reçu l'autorisation de l'Administration d'État du patrimoine culturel, l'équipe de Niu s'est rendue sur le site de la pagode en ruines, qui se trouvait à plusieurs heures de la route la plus proche et ne pouvait être atteint qu'à pied, avec des ânes portant leur équipement. L'équipe a vécu dans des grottes près de la pagode pendant toute la durée de l'expédition, mais comme il n'y avait pas de source d'eau potable à proximité, il a fallu transporter des bouteilles d'eau à dos d'âne.

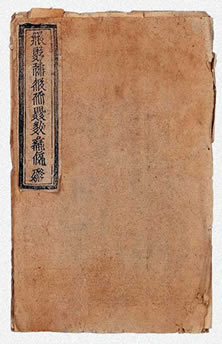
Couverture du Tantra propice a l'union générale

Le sixième jour des fouilles, l'équipe a découvert un grand nombre d'objets historiques datant de la période des Xia occidentaux (1038-1227), notamment :
- des pièces ;
- des couteaux en bois ;
- des vêtements en soie ;
- des gravures bouddhistes sur bois ;
- des sculptures miniatures en argile moulée représentant des stupas ;
- un sac contenant des reliques bouddhistes et des fragments d'os ;
- des sculptures miniatures en argile moulée représentant des bouddhas (plus de 5 000 pièces) ;
- un parchemin manuscrit de 5,74 m de long écrit en écriture cursive Tangoute ;
- plus de trente livres imprimés et manuscrits en chinois et en tangoute ;
- des tablettes en bois avec des textes rédigés à l'encre avec des caractères Tangoute (datation: période 1102-1114)[1],[2]

Ces objets étaient tous concentrés dans une zone d'environ 2 m de diamètre et recouverte d'environ 1 m de gravats, située au centre des ruines. Ils étaient mélangés à de la terre, des branches, des carcasses et des squelettes d'oiseaux. De par leur position au moment de leur découverte, les archéologues ont déterminé que ces objets devaient être stockés dans des chambres situées au dixième et au douzième étage, et que comme elles avaient une ouverture donnant à l'extérieur du côté sud, elles avaient donc été utilisées comme perchoir par les oiseaux.
Les livres et les manuscrits comprenaient des textes religieux (sutras bouddhistes) et des textes profanes, y compris le premier recueil connu de poèmes chinois écrits par des poètes Tangoute. La découverte la plus importante est celle du plus ancien exemple encore existant d'un livre imprimé avec des caractères mobiles en bois qui a été réalisé entre 1139 et 1193,. Il s'agit de la traduction en tangoute des neuf volumes d'un tantra tibétain appelé Tantra propice a l'union générale (en).

## Construction de la pagode
Après avoir fouillé la base de la pagode, les archéologues ont pu déterminer qu'elle avait été construite pendant la dynastie des Xia occidentaux, plus précisément pendant le règne de l'empereur Huizong (1067-1086), et non pendant la dynastie Ming comme on le pensait auparavant. La principale preuve de la date de construction de la pagode provient d'une inscription à l'encre, rédigée en chinois et située sur une section du pilier central de soutien de la pagode, qui a été découverte dans les ruines. Il existe également une inscription à l'encre en tangoute, mais elle est en grande partie illisible. L'inscription en chinois est datée du 5e mois de l'année cyclique yinmao 寅卯 de la 2e année de l'ère Da'an (1076). Yinmao n'étant pas une date cyclique valide, les scientifiques pensent qu'il s'agit d'une erreur et que l'auteur de cette inscription a confondu avec yimao 乙卯. Cependant yimao correspond à la première année de l'ère Da'an (1075) et non à la seconde. Par conséquent, les archéologues pensent que la pagode a dû être construite en 1075-1076,.
Une tablette de bois portant sur chacune de ses faces des inscriptions à l'encre en langue tangoutes, fait état de réparations effectuées sur la pagode pendant le règne de l'empereur Chongzong (1086-1139) entre le 13e et le 23e jour du 5e mois de la 13e année de l'ère Zhenguan, soit du 27 juin au 7 juillet 1113 du calendrier julien.
Les fouilles de la base de la pagode ont permis de découvrir que celle-ci comptait à l'origine treize étages, et non onze comme cela était le cas avant sa destruction; les deux étages inférieurs ayant été recouverts par des coulées de boue au fil des siècles. Il n'y avait pas non plus de plate-forme servant de fondation construite sous la pagode, comme c'est généralement le cas, mais qu'elle était bâtie sur un socle de pierres brisées. La pagode comprenait un pilier central de soutien en bois, qui reposait dans une dépression de 1,4 m de circonférence et de 2,1 m de profondeur située au centre de la base de la pagode. Il y avait également des petites pièces carrées construites dans les troisième, dixième et douzième étages, avec des fenêtres sur le côté sud. De fausses fenêtres imitant ces dernières avaient été construites sur le côté sud de tous les autres étages.
L'étude des environs a montré qu'il existait un grand site datant de l'époque des Xia occidentaux à l'ouest de la pagode. Les archéologues y ont retrouvé des morceaux de tuiles, des sculptures destinées à orner des toits et des gouttières; dont certaines étaient vernissées en vert ou en bleu. Comme les lois des Xia occidentaux précisent que les tuiles vernissées rouges, vertes et bleues ne peuvent être utilisées que dans les temples ou les palais, les scientifiques pensent que ces vestiges proviennent d'un temple bouddhiste autrefois associé à la pagode.
Bien que les ruines de la pagode se trouvent aujourd'hui dans un endroit très isolé, l'embouchure de la vallée de Baisikou est gardée par les pagodes jumelles de Baisikou, qui datent également de la dynastie des Xia occidentaux, et il y a un grand nombre de sites des Xia occidentaux avec des poteries, des briques et des tuiles cassées situé tout au long de la vallée menant à la pagode carrée. En prenant tout ceci en compte, Niu Dasheng a suggéré que le temple et la pagode de Baisikou étaient un site religieux important pendant les Xia occidentaux. Le nom Baisikou (拜寺沟) signifie "Vallée du temple" en chinois. Il n'existe aucun document historique connu sur la pagode, mais Niu suppose qu'il s'agissait du site du temple de la "Montagne des Cinq Plates-formes" (Wutaishan Si  五台山寺), nommé d'après le mont Wutai (Wutaishan), célèbre montagne sacrée bouddhiste du Shanxi.

## Textes découverts dans la pagode carrée

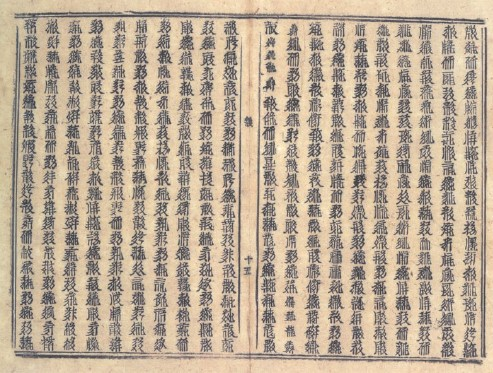
Folio du "Tantra propice a l'union générale"
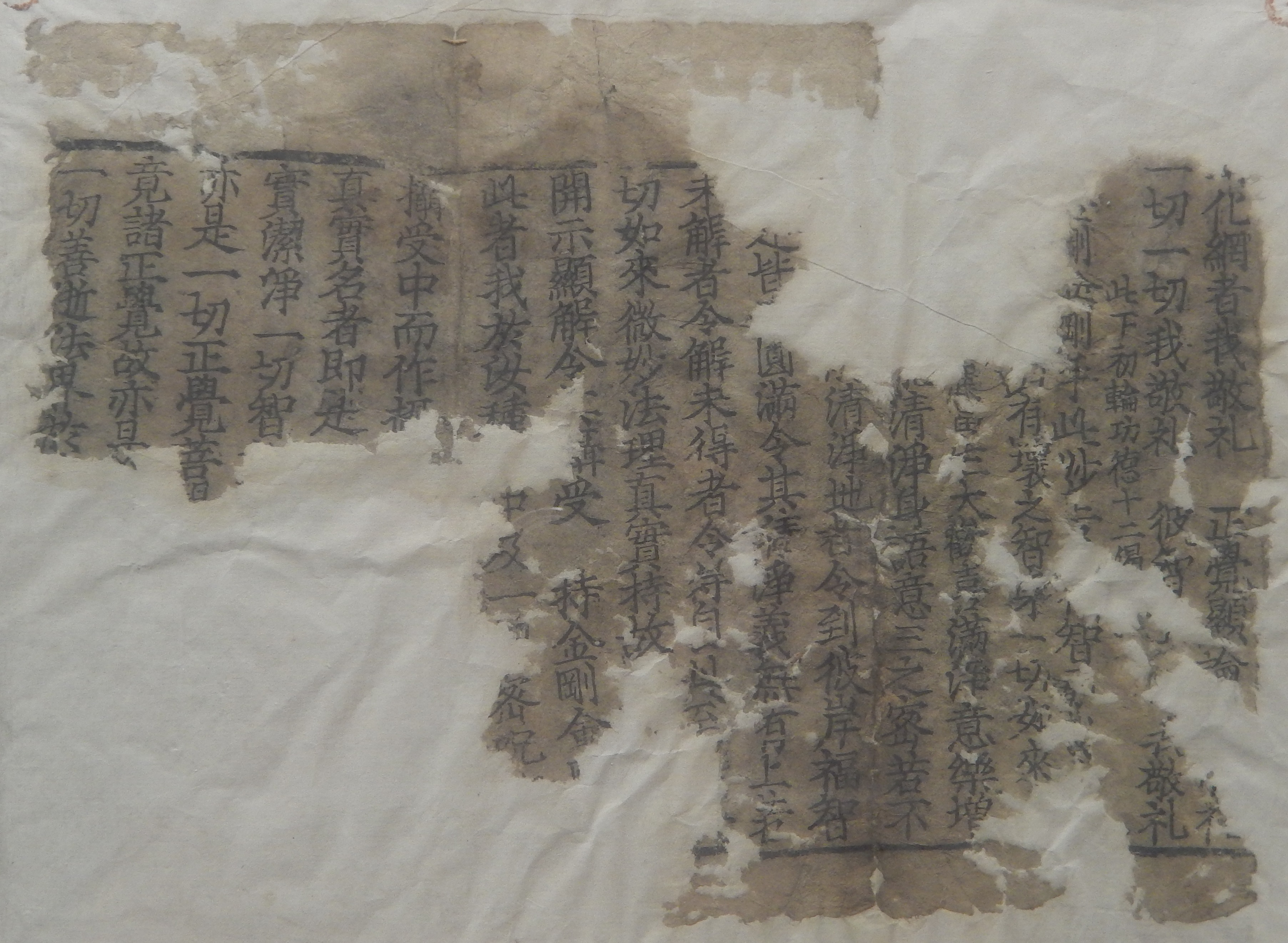
Sutra en chinois
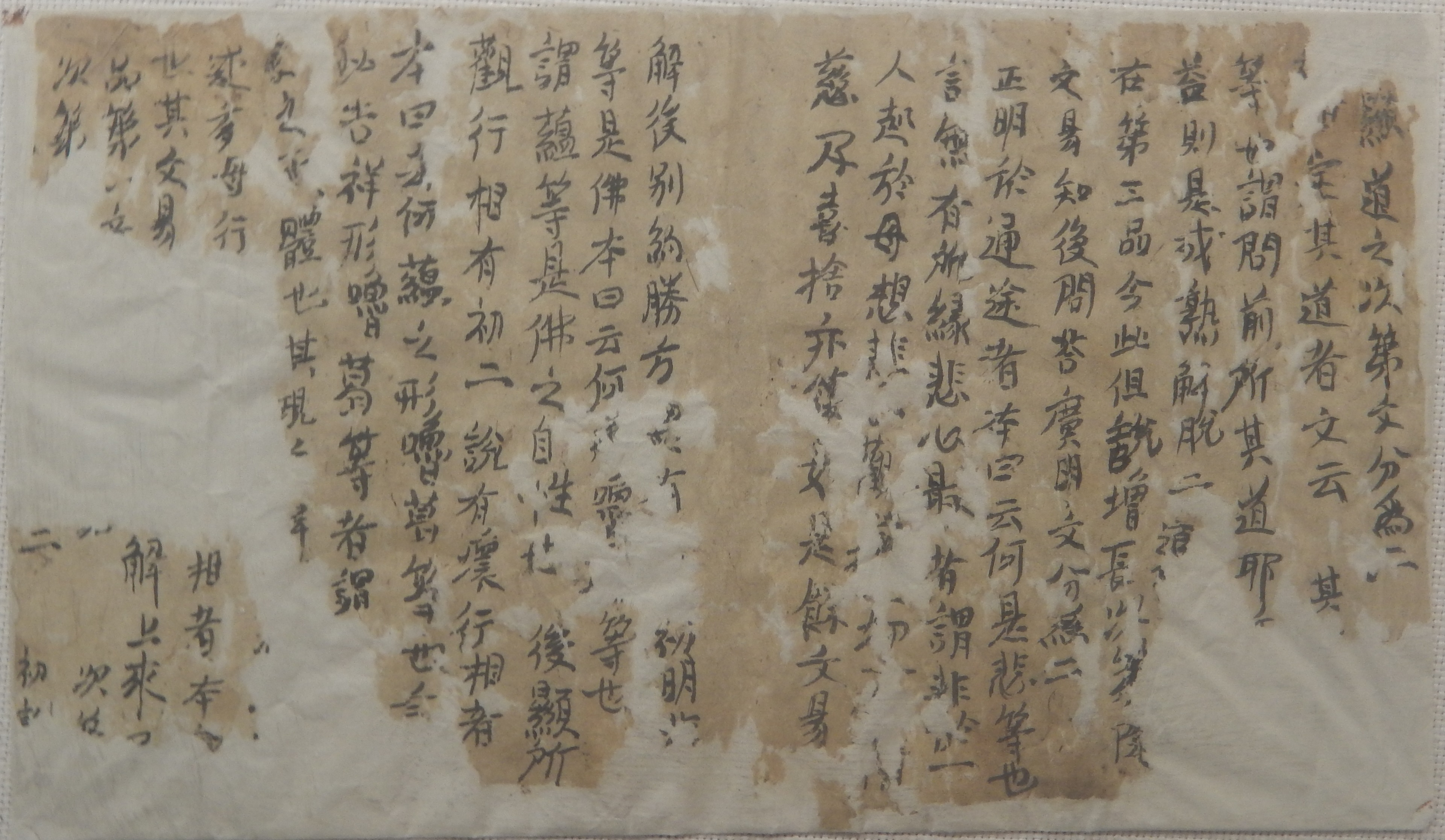
Sutra en chinois
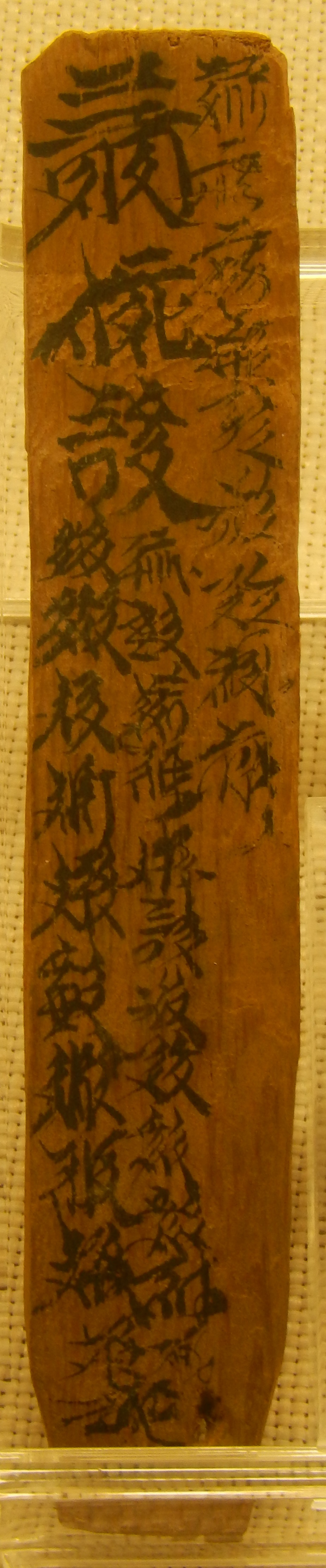
Tablette en bois écrite en tangoute
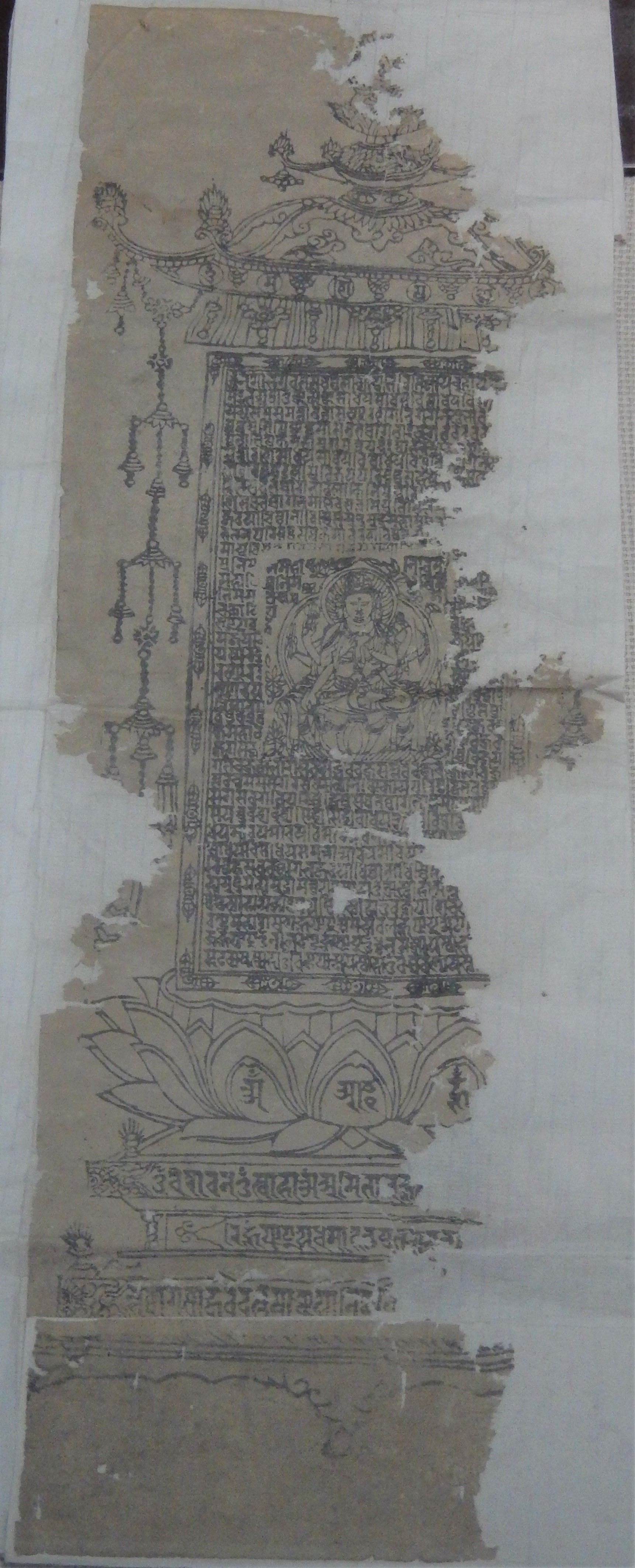
Tablette en bois écrite en Sanskrit

### Crédit d'auteurs
- (en) Cet article est partiellement ou en totalité issu de l’article de Wikipédia en anglais intitulé « Baisigou Square Pagoda » (voir la liste des auteurs).
- (en) Cet article est partiellement ou en totalité issu de l’article de Wikipédia en anglais intitulé « Baisigou Square Pagoda » (voir la liste des auteurs).